# Pistache (couleur)
Pour les articles homonymes, voir Pistache (homonymie).
Pistache est un nom de couleur utilisé dans le domaine de la mode et de la décoration qui désigne d'ordinaire une nuance de vert clair. Comme ce n'est pas toujours le cas, on préfère souvent préciser vert pistache.

## Nuanciers

### Nuanciers contemporains
En peinture aérosol, on trouve RV-16 vert pistache.
Le vert pistache est souvent un vert-jaune grisé : T 2050-6, Pistache, Pistache T80 mais il arrive que pistache soit un kaki : Pistache PG542.

### Nuanciers historiques
Le Répertoire de couleurs de la Société des chrysanthémistes indique en 1905 pour les quatre tons très proches du Vert pistache que c'est la « couleur ordinaire de l'intérieur de l'amande du fruit du Pistachier comestible (…) Nuance dominante du feuillage de la Carotte cultivée, adulte, c'est-à-dire à partir de l'époque à laquelle les racines deviennent comestibles, vu à l'air mais sans soleil et à 6-8 mètres de distance » ; synonyme français : vert amande, synonyme anglais : « Apple green » (vert pomme).
En 1861 Chevreul le cote 4 jaune-vert, avec une clarté moyenne à élevée (du 5 au 10 ton). La teinte, repérée par rapport aux raies de Fraunhofer, correspond approximativement à 4 jaune-vert 10 ton -  5 ton . Il ne s'agit pas de la couleur de l'amande du fruit, qui peut être du blanc au            1 jaune-vert 12 ton ou bien 2 jaune-vert 10 ton. Chevreul classe également en 4 jaune-vert, bien que plus clairs, le Vert-pomme sur soie de M. Guinon (8 ton), le Vert-naissant sur soie de Tuvée (7 ton), et, plus foncés, le Casimir (de Bertèche, Bonjean et Chesnon), et un taffetas de Lyon, ainsi que, parmi les couleurs employées en peinture, le Cinabre vert (13 ton) et la laque vert foncé de Gademann. Le vert pomme est d'une nuance plus jaune, et un peu plus clair (3 jaune-vert 8 ton).
Ce nom de couleur figure dans la liste des noms de verts du commerce, qu'on peut obtenir par un mélange de jaune et de bleu dans l’Encyclopédie méthodique, en 1828.

## Mode
Les couleurs vert tendre s'emploient depuis très longtemps dans l'habillement, sous des noms qui dépendent de l'invention des marchands. Pistache est attesté depuis au moins le XVIIIe siècle.
« Pour les chapeaux, les trois couleurs à la mode sont, pistache, lilas et couleur de chair », note le Journal des débats en 1804.
Qu'importe l'ancienneté, le pistache peut toujours être nouveau : « La robe Lamballe que nous reproduisons aujourd'hui est en faille pistache, le nouveau ton de vert de l'année » écrit Les Modes en 1929.

## Confiserie
Dans les recettes anciennes de macarons à la pistache, on trouve le conseil d'en renforcer la couleur verte avec du vert d'épinard, ce qui semble indiquer une certaine proximité entre ce vert foncé, quand il est lavé de blanc, avec le vert pistache.